# Grallaire à ventre blanc
Grallaria hypoleuca
Espèce
Statut de conservation UICN

 LC  : Préoccupation mineure
La Grallaire à ventre blanc (Grallaria hypoleuca) est une espèce d'oiseau de la famille des Grallariidae.

## Description
L'adulte mesure environ 17 cm pour un poids de 82 g.

## Répartition et habitat
Cet oiseau est réparti à travers les Andes, de la Colombie au Pérou.

## Sous-espèces
D'après la classification de référence du Congrès ornithologique international (version 6.2, 2016) :
- G. h. castanea Chapman, 1923 - sud de la Colombie, est de l'Équateur et nord du Pérou.
- G. h. hypoleuca Sclater, PL, 1855 - ouest de la Colombie